# Finder
Finder és l'aplicació de sistema operatiu macOS responsable de la gestió total dels arxius d'usuari, discos, xarxa i el llançament d'altres aplicacions. Com a tal, Finder actua com el shell en altres sistemes operatius, però usant una interfície gràfica d'usuari (GUI). Va ser introduït amb el primer ordinador de Macintosh, i també existia com a part de GS / OS al'Apple II GS. Va experimentar una reescriptura completa per passar a estar basat en UNIX en Mac OS X.
Finder és el primer programa amb el qual un usuari interactua després d'arrencar un Apple Macintosh, i per això és el responsable de l'aparença general de la màquina. S'ha de tenir cura de distingir això de la interfície gràfica real de l'equip, que és proporcionada per serveis particulars dins del mac OS.
Finder manté una vista de sistema d'arxius que és representada usant l'aparença de l'escriptori, és a dir, els arxius i els directoris són representats com les seves icones apropiats, els volums es mostren a l'escriptori, i hi ha una paperera a la qual els arxius poden ser arrossegats per marcar-los com esborrats.

## Finder 1.0 a 4.1
El Finder original, usat amb el (Sistema d'Arxius de Macintosh), sempre incloïa una carpeta buida en el nivell de l'arrel de cada disc. Una nova carpeta buida es creava sempre que aquesta carpeta era reanomenada i utilitzada. Les carpetes no es podien col·locar com subcarpetes en el Finder 1.0-4.1. En efecte, les "carpetes" sota MFS eren alguna cosa virtual que s'elaborava i era mantingut per Finder, i no reflectien l'organització de les dades en el disc.
Finder també proporcionava una "carpeta paperera": l'única manera de suprimir un arxiu era arrossegar-lo a la carpeta paperera, i llavors, buidar la carpeta. No obstant això, la carpeta paperera era també una elaboració virtual, i no estava reflectida en el disc. La llista d'arxius a la paperera es duia a terme només en memòria. Finder, per tant, buidava la paperera abans que acabés, fins i tot abans d'executar qualsevol altra aplicació. Si es produïa un error, els elements que havien estat a la paperera apareixien al seu lloc original.
El Finder original era també la principal causa de frustració de l'usuari a causa de la baixa velocitat en el copiat d'arxius, que conduïa a dotzenes d'intercanvis en disc en la unitat senzilla original de Macintosh. Encara que gran part d'aquest problema es podria atribuir a la petita quantitat de memòria disponible al Macintosh 128K, Apple va intentar tractar el problema amb el Finder 1.1 de maig de 1984. No obstant això, seria el Finder 4.1 d'abril de 1985 el que milloraria realment la velocitat del Finder i les noves característiques afegides, incloent l'ordre de "Nova carpeta" i una ordre d'"Apagat" al nou menú "Especial", que també proporcionava accés al "MiniFinder". MiniFinder era una interfície simplificada que mantenia documents i aplicacions d'ús freqüent i els llançava molt més ràpidament, el que ajudava a millorar la lentitud en el canvi entre aplicacions.

## Finder 5.x
Apple va substituir el MFS pel Hierarchical File System (Sistema d'arxius jeràrquic) al setembre de 1985, com a part del Finder 5.0 que va ser introduït juntament amb el primer disc dur de Mac, el Hard Disk 20. Les carpetes jerarquitzades ja no eren una il·lusió, sinó un reflex de l'organització de les dades en el disc. El Finder 5.0 també va afegir una ordre "Expulsar" al menú Arxiu i diversos canvis estètics en l'aparença de les icones de sistema.

## Finder Programari 6.x
Les primeres versions del Finder van mostrar problemes per manipular més d'un programa simultàniament, a causa de la natura d'una tasca del Mac OS original. El System Programari 5.x incloïa la versió 6.0 del Finder, amb la novetat del MultiFinder, el qual permetia la multitasca cooperativa. Era possible activar mitjançant el Panell de Control i els seus efectes s'aplicaven en el següent reinici de sistema. El System Programari 6.0.x introdueix el Finder 6.1.x, a més d'una versió molt millorada del MultiFinder, entre d'altres afegits.
El primer Finder de Mac OS permetia un "Escriptori Universal", que unia els continguts de la carpeta invisible "Desktop Folder" a l'arrel de cada disc muntat. Això significava que els fitxers que s'arrossegaven des d'un disc a l'escriptori no sempre es copiaven al disc dur del Mac, i desapareixia quan el disc en qüestió era expulsat. El nou comand Retornar presentat al System 6, va permetre als usuaris arrossegar icones des de qualsevol lloc del vostre ordinador a l'escriptori, fer servir el fitxer, i tornar-lo al seu lloc original fent servir una única ordre.

## Finder des de la 7.0 fins a 9.2
El 1991 Apple llança el System 7, una versió molt significativa del seu sistema operatiu. Com altres components de sistema, el Finder rep una important actualització, reescrit totalment usant el llenguatge de programació C++. MultiFinder deixa de ser una opció, passant a estar sempre actiu. Les finestres del Finder es pinten, i les llistes s'amplien incloent "disclosure triangles" que permet a l'usuari endinsar-se al sistema sense haver d'obrir més finestres. La icona de la paperera millora l'aparença, sent aquesta més refinada, i la funció de Color ja present en System 6 (per a Macintosh en Color únicament), que permetia a l'usuari assignar un color als fitxers, s'amplia per poder assignar etiquetes. Aquestes etiquetes posseeixen un nom i un color que poden ser personalitzats per l'usuari. La renovada recerca del Finder també troba fitxers segons les seves etiquetes. Finalment la paperera passa a tenir un directori real, de manera que no es buida després de cada reinici de sistema.
El Finder 7.0 desvetlla la funcionalitat d'àlies la qual permet accedir a fitxers en múltiples ubicacions mitjançant fitxers que apunten a altres fitxers (similar als enllaços simbòlics en unix, o els Accessos directes de Windows). A més l'ordre Retornar, a partir d'aquesta versió, es pot fer servir com a alternativa per expulsar tant disquets com CD-ROMs.
Encara que molts més canvis succeirien al llarg dels següents anys, el Finder roman relativament inalterat fins a l'arribada de l'Mac US 8 el 1997. El Finder 8.0 és la primera versió amb capacitat multifil. Per primera vegada copiar un fitxer o buidar la paperera no bloquejava altres usos i aplicacions. Com la resta de sistema, la versió 8 pren l'aspecte platinum. Noves característiques són incloses com les finestres emergents, que apareixen com pestanyes a la part inferior de la pantalla fins que es fa clic, moment en el qual mostren el seu contingut.
El Finder 8.1, de principis de 1998, introdueix un ús més eficient de sistema de fitxers HFS +. Finder 9, llançat a l'octubre de 1999, inclou el suport per a múltiples usuaris, actualitzacions, i la manera Classic Support Mode. Altres novetats en Finder 9 són la possibilitat d'usar fitxers més grans de 2GB, xifrat, clauer de claus, compartició d'impressores USB, i (des de la 9.1) gravació de CD. Va ser l'última gran actualització per al Finder clàssic, finalitzant Apple tant el suport com les actualitzacions del Mac OS 9 al desembre de 2001, amb la versió 9.2.2.

## Finder des de la 10.0 fins a la 10.2.1
El nou Finder de Mac OS X no va ser una actualització de l'anterior Finder, sinó una versió completament reescrita que agafava conceptes del gestor de fitxers de NeXTSTEP. I com a tal, representava una gran renovació respecte al Finder original, que, però, va tenir una freda acollida per part dels usuaris de Macintosh. Era una aplicació que utilitzava l'API Carbon, usant per crear l'aplicació el framework Powerplant de Metrowerks. Posteriorment es va reescriure utilitzant el framework inclòs en Mac OS X HIToolbox.
La versió 10.0 tenia moltes de les característiques que es podien trobar en el seu predecessor. L'escriptori universal havia desaparegut, i va resultar reemplaçat per un escriptori que presentava només els continguts de la carpeta Escriptori de l'usuari. El suport per a etiquetes, i gairebé totes les formes d'emmagatzemar metadades, així com les finestres emergents, impressores d'escriptori, el comandament Retornar i altres funcions, ja no hi eren. A més, en la versió 10.0, la Paperera s'havia eliminat de l'Escriptori i ja no formava part del Finder, ja que aquesta passa a integrar-se al Dock de sistema (al panell inferior).
En aquesta versió també desapareix la representació de finestres Spatial (Espaiat), amb la qual en cada ubicació del disc dur s'obria una única finestra separada, en favor de el sistema de navegació a l'estil NeXTSTEP. A més s'introdueix una barra altament personalitzable que es podia mostrar a la part superior de cada finestra del Finder, i l'hereu de la vista "Com columnes" de NeXT, que mostrava la jerarquia de sistema d'arxius en una sèrie de panells d'esquerra a dreta. Els usuaris podien especificar (si volien) quin dels discos muntats en el sistema apareixerien en l'Escriptori.
Amb l'arribada de l'actualització gratuïta de l'Mac OS X 10.1, s'introdueix la capacitat de gravació de CD al Finder, que ja era present en la versió clàssica des de la 9.1.
La versió 10.2 reintrodueix les "Carpetes i finestres amb ressort", encara que no incloent totes les funcions que ja existien en els Finder anteriors. Aquesta versió afegeix l'habilitat de navegar i descarregar de servidors FTP (però no pujar), des del propi Finder, gràcies al sistema intern que fa servir el protocol FTP, permetent que un servidor remot pugui semblar (aparentment) com una carpeta local més.
Continuant la tradició de l'Finder 1.0, la versió inclosa amb el Mac OS X mostra un sistema de fitxers que en part és una il·lusió, no mostrant la jerarquia real interna. També quan, per exemple, s'executa una consola d'Unix, els noms de fitxers es mostren en format POSIX, encara que el sistema de fitxers que està llegint és HFS. A causa que els fitxers Unix no poden contenir el caràcter "/" en el nom, i històricament els usuaris de Macintosh clàssic han pogut fer-lo servir (tot i que no ":") en el sistema de fitxers HFS, el Finder intercanvia aquests dos caràcters. Quan un usuari escriu Entrada / Sortida, aquest s'adapta al nom en POSIX Entrada: Sortida. Addicionalment el Finder no permet l'entrada de certs caràcters de control (com salt de línia) fins i tot quan el sistema d'arxius el suporta. Tant la consola com el Finder permeten un ús complet dels caràcters Unicode.

## Finder 10.3
Amb l'arribada de Mac OS X v10.3, la nova versió de Finder recupera elements clàssics mentre es renova, sense canvis radicals, la interfície d'usuari.
La versió 10.3 pren l'aspecte anterior a la versió 5 d'iTunes, conegut com a Brushed Metal (posteriorment a la 5.0 seria Polished Metall). De manera similar als anteriors Finder des de la 10.0, un usuari podia personalitzar la barra superior de la finestra de navegació. Aquesta barra d'eines incloïa un panell de recerca, permetent realitzar-la de forma immediata en qualsevol volum o carpeta seleccionada. Un nou panell a l'esquerra de la finestra del Finder, anomenat Panell lateral, permetia col·locar gairebé qualsevol objecte per a un accés més ràpid. Una personalització bastant útil ja que aquesta apareixia en les finestres d'Obrir i Guardar de les aplicacions. Les unitats o volums d'emmagatzematge extern ara es mostren i expulsen des del Tauler lateral. L'ús d'etiquetes i la possibilitat de buscar per tipus i creador (ja presents en Mac OS 9, i que molts usuaris trobaven a faltar) es tornen a incorporar en aquesta versió.
Fent clic al menú "Visualització" i dins d'aquest a "Mostra / Oculta la barra d'eines", o al botó a la part superior dreta de la finestra del Finder, no només amagava la barra d'eines, sinó que a més s'elimina la barra lateral, i es canvia l'aspecte d'un tema Aqua, modificant també el comportament de la finestra a "spatial".

## Finder 10.4
Mac OS X v10.4 introdueix nous canvis al Finder, incloent una funció de presentació (similar al seu contrapart en l'Explorador de Windows). D'aquesta manera es poden veure les fotos i imatges a pantalla completa directament des del Finder. Spotlight, és un altre concepte que es reinventa en Tiger: l'accés de teclat comandament-F ara mostra una finestra de cerca basada en criteris. Aquests criteris es poden guardar en una carpeta intel·ligent que mostra i actualitza en temps real els resultats de la cerca. També hi ha altres dues formes de cercar: l'accés a Spotlight al menú superior, i la finestra de Spotlight. Aquestes últimes són accessibles en qualsevol moment, i s'ha especulat amb què l'organització de les dades i la Metàfora d'escriptori siguin sobrepassats per les funcions de recerca immediata de Mac OS X, convertint al Finder en una redundància. No obstant això sembla que per ara no passarà, atesos els comentaris de petits alentiments en el seu ús, fins i tot en un nou Mac.

## Finder 10.5
Leopard, la nova versió de Mac OS X, actualitza novament el Finder. Presenta una interfície semblant a iTunes 7, incloent una presentació d'arxius i fotos com si fossin caràtules. El nou Finder estrena una nova barra organitzadora, es millora la integració amb Spotlight, i Quick Look (una nova funció de sistema) permet veure que hi ha dins dels arxius sense necessitat d'obrir-los. A més, posseeix un nou tema visual unificat.

## Finder 10.6
En Snow Leopard s'ha reescrit de nou el Finder en Cocoa de manera que suportarà procés a 64 bits.